# Martín Lasarte
Martín Bernardo Lasarte Arróspide est un entraîneur et un ancien footballeur uruguayen né le 20 mars 1961 à Montevideo reconverti entraîneur. 
Durant sa carrière de joueur, il jouait au poste de défenseur.

## Palmarès

### Joueur
Nacional Montevideo
- Vainqueur de la Copa Libertadores : 1988
- Vainqueur de la Coupe intercontinentale : 1988

### Entraîneur
River Plate Montevideo
- Champion de la Segunda División : 2004

 Nacional Montevideo
- Champion de la Primera División : 2005 ; 2005/2006

 Real Sociedad
- Champion de la Liga Adelante : 2009/2010